# Colletes consors
Colletes consors är en solitär biart som beskrevs av Cresson 1868. Den ingår i släktet sidenbin och familjen korttungebin.

## Underarter
Arten delas in i följande underarter:
- C. c. consors
- C. c. mesocopus
- C. c. pascoensis

## Beskrivning
På huvud och mellankropp har arten gråvit päls som antar en lätt gulaktig färg på ovansidan hos hanarna, röda till mörkröda antenner (mörkare hos hanen) och genomskinliga, lätt lilafärgade vingar med brunaktiga ribbor. Bakkroppen är svart, men har vita hårband på bakkanterna av tergiterna, ovansidans bakkroppssegment. Honan är tydligt större än hanen, med en kroppslängd omkring 10 mm mot hans 7 till 8 mm.

## Ekologi
Arten, som flyger från juni till augusti, är polylektisk, det vill säga den besöker ett flertal blommande växter som korgblommiga växter (maskrosor), strävbladiga växter (Hackelia, indiankålssläktet, fjärvesläktet och faceliasläktet), korsblommiga växter (Physaria), gurkväxter (Marah), blågullsväxter (blågullssläktet), rosväxter (rossläktet, plommonsläktet och hallonsläktet), näveväxter (nävesläktet) samt ljungväxter (blåbärssläktet och kalmiasläktet).

## Utbredning
Utbredningsområdet omfattar Kanada samt nordöstra USA från Maine, Vermont och Massachusetts till Michigan och Wisconsin..